# François Omam-Biyik
Jean-François Didier Omam-Biyik (Sackbayene, 21 de maio de 1966) é um ex-futebolista e treinador de futebol de Camarões que atuava como atacante. Atualmente está sem clube.
Inicialmente jogava como goleiro, atuando também como defensor antes de tornar-se atacante aos 16 anos.

## Carreira em clubes
Revelado pelo Pouma FC, jogou também pelo Canon Yaoundé entre 1986 e 1987 antes de seguir carreira na França, onde atuou por Laval, Rennes, Cannes, Olympique de Marseille e Lens. Foi como atleta dos Sang et Or que Omam-Biyik venceu a Copa da Liga Francesa de 1993–94.
O atacante ainda passou pelo México, defendendo América, Atlético Yucatán, Atlante (não chegou a jogar) e Puebla, e também atuou em 6 jogos com a camisa da Sampdoria (Itália), sem marcar nenhum gol. Voltaria à França em 2000 para encerrar a carreira profissional no Cháteauroux, disputando 3 partidas antes de voltar ao México, onde fixou residência. Retornou aos gramados em 2003 ao assinar contrato com o Deportivo Sahara, equipe que disputava a Adecmac (principal liga amadora do país), marcando 10 gols. 
Em janeiro de 2005, aos 38 anos de idade, fez a sua despedida definitiva dos gramados, em jogo festivo realizado no Estádio Azteca, que contou com a presença de outros jogadores da "Geração de Ouro" de Camarões, como o goleiro Jacques Songo'o, seu irmão André Kana-Biyik e o meia-atacante Cyril Makanaky, contra o time do América de 1994. Os Cremas venceram o amistoso por 4 a 3, com 3 gols de Omam-Biyik, que foi substiuído vestindo uma camisa com a fase "Gracias, México".

## Carreira internacional
Omam-Biyik estreou pela Seleção Camaronesa em fevereiro de 1985, num amistoso contra o Egito, e em abril disputou suas primeiras partidas em eliminatórias da Copa do Mundo, contra a Zâmbia. Os Leões Indomáveis foram eliminados por 5 a 2 no placar agregado (derrota por 4 a 1 em Lusaka e empate por 1 a 1 em Yaoundé). O atacante marcou seu primeiro gol em setembro do mesmo ano, contra a Arábia Saudita.
Participou de 4 edições da Copa das Nações Africanas, sendo campeão em 1988, além de ter jogado em 1990, 1992 e 1996.
Em Copas do Mundo, se destacou na edição de 1990, marcando o gol da surpreendente vitória contra a Argentina, então detentora do título. Se antecipando ao zagueiro Roberto Sensini, Omam-Biyik cabeceou fraco, mas o goleiro argentino Nery Pumpido se atrapalhou e deixou a bola passar.
Esteve ainda nas Copas de 1994 (marcou um gol contra a Suécia) e 1998, sendo o capitão da equipe. No entanto, Camarões não repetiu o desempenho obtido em 1990 e caiu na primeira fase em ambas. A última de suas 77 partidas (73 oficiais) pela seleção foi contra o Chile, que terminou empatada por 1 a 1.

## Carreira de treinador
5 anos depois da aposentadoria como atleta profissional, Omam-Biyik estreou como treinador no EGC Touvent Châteauroux, onde permaneceu durante uma temporada e voltaria em 2010. Comandou ainda Palmeros e Real Colima (equipes das divisões de acesso do futebol mexicano) antes de voltar à França em 2009 para treinar o Saint-Christophe Châteauroux.
Em paralelo com suas funções no Touvent, foi também auxiliar-técnico do espanhol Javier Clemente na Seleção Camaronesa. Sua primeira experiência em um time profissional foi no Gomido (equipe da primeira divisão do Campeonato Togolês), em 2013, onde permaneceu 2 meses antes de ser anunciado como novo técnico do US Bitam (Gabão), pelo qual sagrou-se campeão nacional no mesmo ano.
Após 6 temporadas pelo USB, Omam-Biyik voltou a trabalhar como auxiliar-técnico da Seleção Camaronesa, permanecendo no cargo até 2022.

## Vida pessoal
Seu irmão mais velho, André Kana-Biyik, foi também seu companheiro de equipe na Seleção Camaronesa, enquanto Jean-Armel (filho de André e sobrinho de François), Emilio Omam-Biyik (filho) e Francis Eliezer Omam (primo) também seguiram carreira no futebol.

## Títulos

### Como jogador
Canon Yaoundé
- Campeonato Camaronês: 1986
- Copa de Camarões: 1986

Lens
- Copa da Liga Francesa: 1993–94

Seleção Camaronesa
- Copa das Nações Africanas: 1988

### Como treinador
US Bitam
- Campeonato Gabonês: 2013